# Conus beckeri
Conus beckeri é uma espécie de gastrópode do gênero Conus, pertencente a família Conidae.